# Индейцы Юкона
Индейцы Юкона являются коренными жителями этого региона наряду с инуитами, населявшими арктическое побережье. Вплоть до 1850-х годов индейцы являлись практически единственными жителями этой территории. Сейчас же они составляют четверть населения Юкона (7587 из 30372 человек по данным переписи 2006 года).

## Индейцы к приходу европейцев

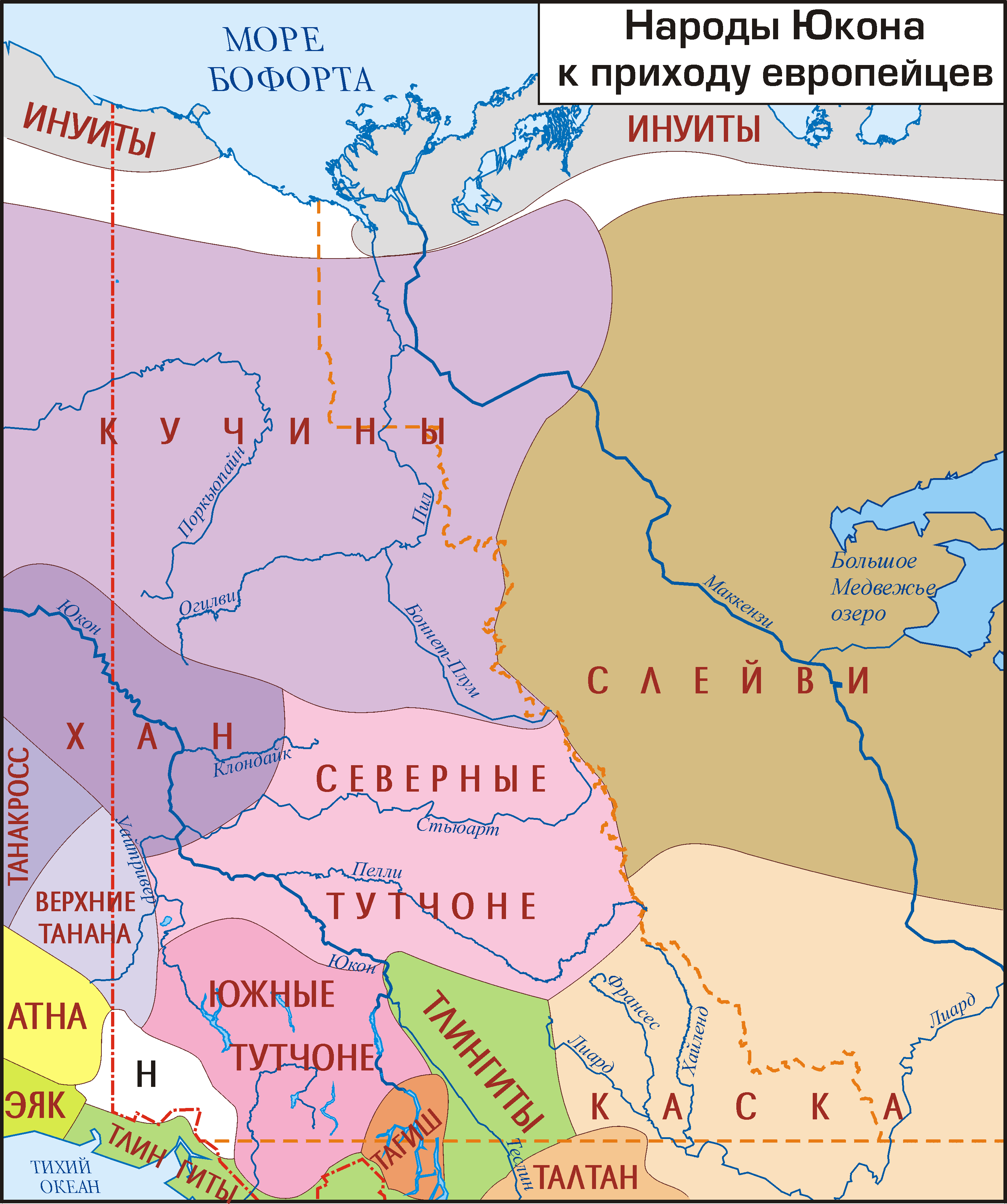
Народы Юкона к приходу европейцев.

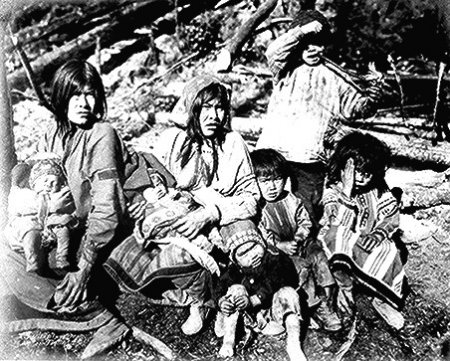
Женщина племени тлингит с детьми.

Оценки численности населения Юкона в начале XIX века сильно разнятся. Ранее историки предполагали, что на территории жили 8000 человек, от 7000 до 8000 человек :стр.15, или более 9000 человек:стр.22. Другие оценки говорят, что к 1830-му году численность коренного населения составляла 4700 человек:стр.22.
Основную часть территории современного Юкона заселяли различные племена атабасков. На севере, в бассейнах рек Пил и Поркьюпайн жили индейцы кучины, или гвичин, как они себя называют. В среднем течении реки Юкон, по границе с Аляской жили близкие им индейцы хан. Большую часть центрального Юкона, в бассейнах рек Пелли и Стьюарт, занимали северные тутчоне, а юго-западного — южные тутчоне. На юго-востоке, в бассейне реки Лиард жили индейцы каска. На юге, в районе озёр в верховьях Юкона жили близкие им тагиш. На юго-западе, в верховьях реки Уайт-Ривер жили верхние танана.
Помимо атабасков, на арктическом побережье современного Юкона, в том числе на острове Хершел, жили инуиты (эскимосы). А на юге, по реке Теслин жили материковые тлингиты (теслин), язык которых вместе с атабаскскими языками входит в семью на-дене.
Находящиеся на крайнем юго-западе Юкона горы Святого Ильи, покрытые снегами, были незаселены.
Во всех частях территории образ жизни индейцев зависел от природных богатств конкретной местности. Тлингиты передвигались небольшими группами по своей территории и занимались охотой и собирательством. На севере осенняя миграция оленей карибу в районе реки Поркьюпайн привлекала всех окрестных жителей. Для ловли животных строили специальный загон из двух длинных деревянных направляющих с ловушкой в конце. Животное, попавшее в ловушку, убивалось с помощью луков и стрел. Около десяти племён кучинов занимались охотой на лосей и ловлей лосося. По уровню развития технологий они были схожи с другими индейцами Субарктики, при этом присутствовали и западные элементы: большие металлические ножи, сани, переносные тенты из шкур карибу. Индейцы племени хан, жившие по реке Юкон, сделали основой своего питания рыбу.
Ещё до прихода европейцев индейцы научились добывать медь в районе Уайт-Ривер. Они украшали медными наконечниками свои стрелы, а также торговали медью. После высадки европейцев на северо-западе континента (русских в 1740-х годах и британцев в 1770-х) торговля претерпела существенные изменения, а племена индейцев начали менять свои ареалы. Кроме того, европейцы принесли с собой множество заболеваний, существенно сократив и без того небольшую численность первых народов. Резкое сокращение численности отражено в устной традиции индейцев Юкона:стр.15.

## Современное положение

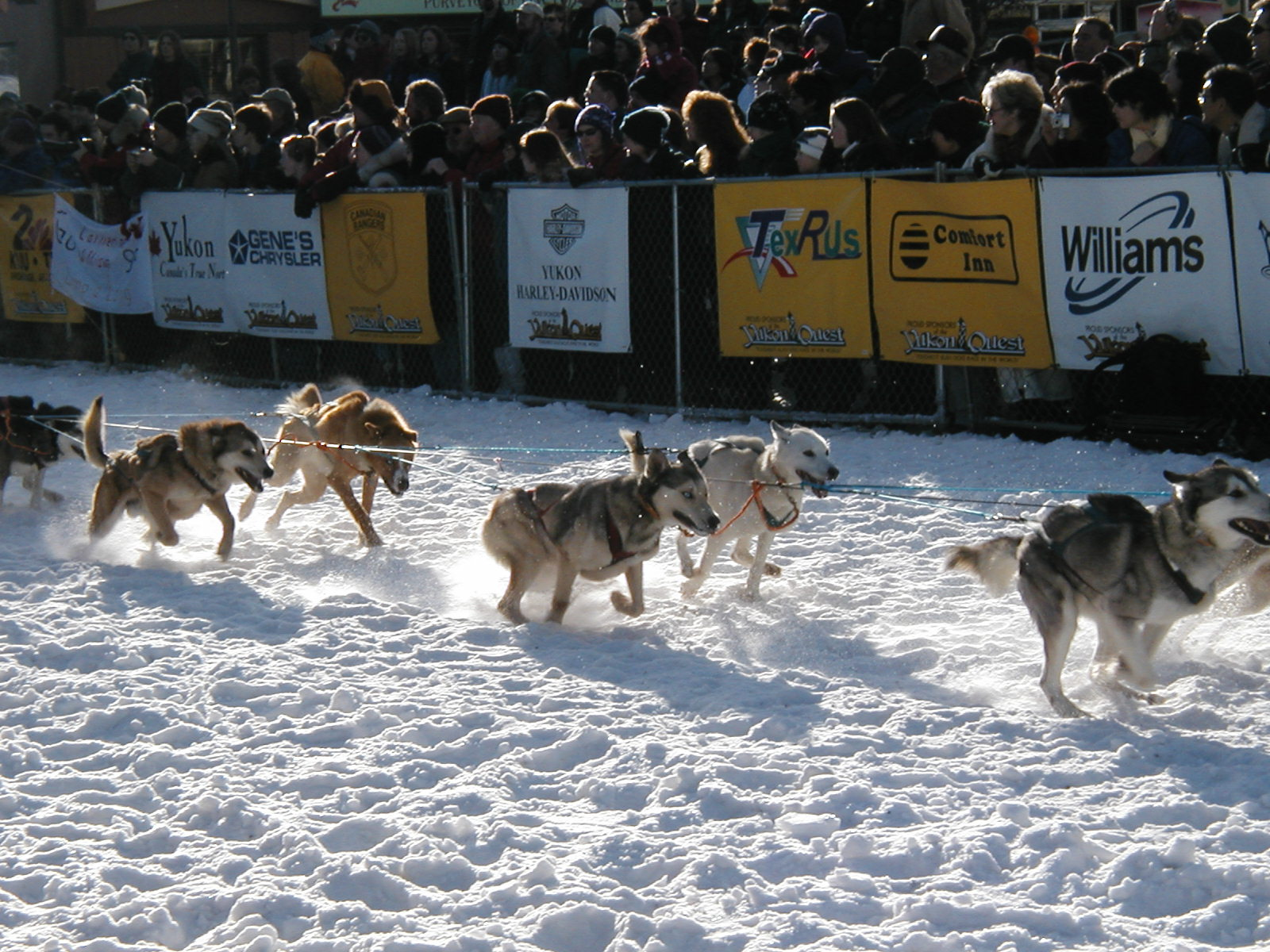
Ездовые собаки

Все основные группы индейцев сохранились до начала XXI века, практически не изменив общих границ территорий своего обитания. Практически только на территории Юкона представлены северные и южные тутчоне и тагиш. Распространены также на соседних территориях: кучины (Аляска и СЗТ), хан и верхние танана (Аляска), каска (СЗТ и Британская Колумбия) и внутренние тлингиты (Британская Колумбия). Хотя крайний север Юкона входит в традиционную эскимосскую территорию Инувиалуит (расположенную в основном в СЗТ), в самом Юконе нет компактных инуитских поселений. Существовавшее в начале XX века поселение на острове Хершел ныне оставлено.

### Зонтичное соглашение

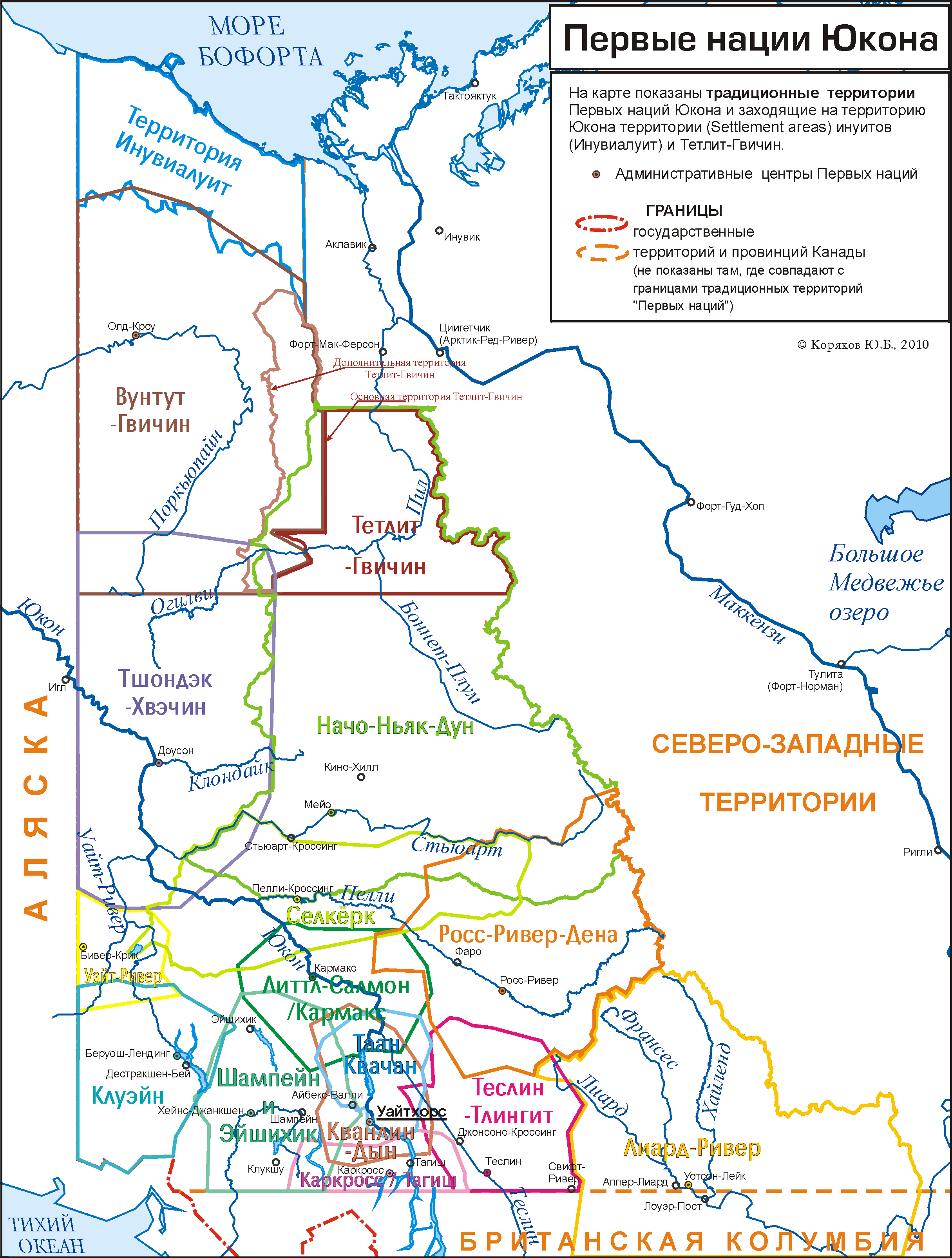

В 1902 году Джим Босс, вождь общины Таан-Квачан, глядя на последствия золотой лихорадки для индейцев Юкона сказал:

Скажите королю, что мы хотим что-нибудь для наших индейцев, потому что они забрали нашу землю и места для охоты.
Оригинальный текст (англ.)Tell the King very hard, we want something for our Indians because they take our land and game.

В 1973 году индейские вожди Юкона, представители Братства коренных народов Юкона (англ. Yukon Native Brotherhood), во главе с Элайджа Смитом (англ. Elijah Smith) представили правительству Пьера Трюдо в Оттаве документ, названый «Вместе сегодня для наших детей завтра». С этого момента началась история восстановления прав коренных наций территории. Позднее в том же году Братство коренных народов Юкона и Ассоциация индейцев Юкона без статуса (англ. Yukon Association of Non-Status Indians) объединились в Совет индейцев Юкона, сменивший название на Совет первых наций Юкона.
Пять лет после этого подписывались разрозненные соглашения между правительством Канады и отдельными индейскими общинами. В 1979 году к проекту присоединилось правительство Юкона. В 1984 году было заключено принципиальное соглашение, по которому была определена позиция сторон, а также решено сформировать единое зонтичное соглашение, как рамочный документ и основа соглашений со всеми общинами, проживающими на территории Юкона. В 1993 году соглашение было подписано правительствами Юкона и Канады, а также Советом первых наций Юкона В настоящее время 11 из 14 индейских племён подписали свои соглашения на основе базового.

### «Первые нации» Юкона
Современные индейцы Канады представлены специальными организациями, которые сейчас обычно называются «Такая-то Первая нация» (First Nation). Ранее многие из них назывались просто «племя» (band), так как они часто соответствуют не целому народу, а племени или иной группе внутри него. Почти все «первые нации» на территории Юкона объединены в Совет первых наций Юкона, кроме двух организаций каска (Росс-Ривер-Дена и Лиард-Ривер), организации верхних танана (Уайт-Ривер) и организаций народов, представленных в основном за пределами Юкона (Тетлит-Гвичин, Таку-Ривер-Тлингит). В таблице они отмечены красноватой заливкой в последнем столбце.
| Организация                 | Англ. название                           | Народ(ы)                         | Индейские резервации                                                              | Другие н.п.                                 | Население (по CSD) | Абориг. население | Зарегистрированное население | Племенной совет (Tribal Council)* |
| --------------------------- | ---------------------------------------- | -------------------------------- | --------------------------------------------------------------------------------- | ------------------------------------------- | ------------------ | ----------------- | ---------------------------- | --------------------------------- |
| Вунтут-Гвичин               | Vuntut Gwitchin First Nation]]           | кучины                           | ?                                                                                 | Олд-Кроу                                    | 253                | 215               | 518                          |                                   |
| Каркросс/Тагиш              | Carcross/Tagish First Nation             | тлингиты, тагиш                  | Каркросс 4                                                                        | Каркросс, Тагиш                             | 553                | 260               | 613                          |                                   |
| Кванлин-Дын                 | Kwanlin Dün First Nation                 | тагиш, южные тутчоне, тлингиты   | Уайтхорс 8                                                                        | Уайтхорс, Айбекс-Валли, Маунт-Лорн          | 746                | 145               | 968                          |                                   |
| Клуэйн                      | Kluane First Nation                      | южные тутчоне                    | ?                                                                                 | Беруош-Лендинг, Дестракшен-Бей              | 128                | 70                | 142                          | Kluane Tribal Council             |
| Лиард-Ривер                 | Liard River First Nation                 | каска                            | Ту-Майл-Виллидж, Ту-энд-Уан-Хаф-Майл-Виллидж, ост. в Брит. Колумбии               | Аппер-Лиард, Уотсон-Лейк                    | 1207               | 625               | 1089                         | Kaska Tribal Council              |
| Литл-Сэмон — Кармакс        | Little Salmon/Carmacks First Nation      | северные тутчоне                 | ?                                                                                 | Кармакс                                     | 425                | 325               | 598                          | Northern Tutchone Tribal Council  |
| Начо-Ньяк-Дун               | First Nation of Nacho Nyak Dun           | северные тутчоне                 | Мейо 6, Макквестен (Mcquesten) 3                                                  | Мейо, Кино-Сити/Кино-Хилл, Стьюарт-Кроссинг | 298                | 130               | 474                          | Northern Tutchone Tribal Council  |
| Росс-Ривер-Дена             | Ross River Dena Council                  | каска                            | ?                                                                                 | Росс-Ривер, Фаро                            | 654                | 325               | 493                          | Kaska Tribal Council              |
| Селкерк                     | Selkirk First Nation                     | северные тутчоне                 | Селкёрк 7                                                                         | Пелли-Кроссинг, Форт-Селкёрк                | 296                | 250               | 510                          | Northern Tutchone Tribal Council  |
| Таан-Квачан                 | Ta’an Kwach’an Council                   | южные тутчоне                    | Лейк-Лаберж 1                                                                     | Лейк-Лаберж, Уайтхорс                       | 38                 | 38                | 233                          |                                   |
| Таку-Ривер-Тлингит          | Taku River Tlingit First Nation          | тлингиты                         |                                                                                   | все в Брит. Колумбии                        |                    |                   |                              |                                   |
| Теслин-Тлингит              | Teslin Tlingit Council                   | тлингиты                         | Теслин-Пост 13, Нисутлин-Бей (Nisutlin Bay) 15, Нисутлин (Nisutlin) 14, ИТ Теслин | Теслин, Свифт-Ривер, Джонсонс-Кроссинг      | 322                | 195               | 567                          |                                   |
| Тетлит-Гвичин               | Tetlit Gwich’in                          | кучины                           |                                                                                   | все в СЗТ                                   |                    |                   |                              |                                   |
| Тшондэк-Хвэчин              | Tr’ondëk Hwëch’in First Nation           | хан                              | Мусхайд-Крик 2, Мусхайд-Крик 2Б                                                   | Доусон                                      | 1327               | 390               | 692                          |                                   |
| Уайт-Ривер                  | White River First Nation                 | верхние танана, северные тутчоне | ?                                                                                 | Бивер-Крик                                  | 112                | 45                | 138                          | Kluane Tribal Council             |
| Шампейн (Шампейн и Эйшихик) | Champagne FN (Champagne and Aishihik FN) | южные тутчоне                    | Шампейн-Лендинг 10, Клукшу                                                        | Шампейн, Хейнс-Джанкшен                     | 24                 | 24                | 626                          |                                   |
| Эйшихик (Шампейн и Эйшихик) | Aishihik FN (Champagne and Aishihik FN)  | южные тутчоне                    | Клу-Лейк                                                                          | Эйшихик, Хейнс-Джанкшен                     | 589                | 240               | 170                          |                                   |
| Всего:                      | Всего:                                   | Всего:                           | Всего:                                                                            | Всего:                                      | 5599               | 3037              | 7661                         |                                   |

### Индейцы по переписи населения

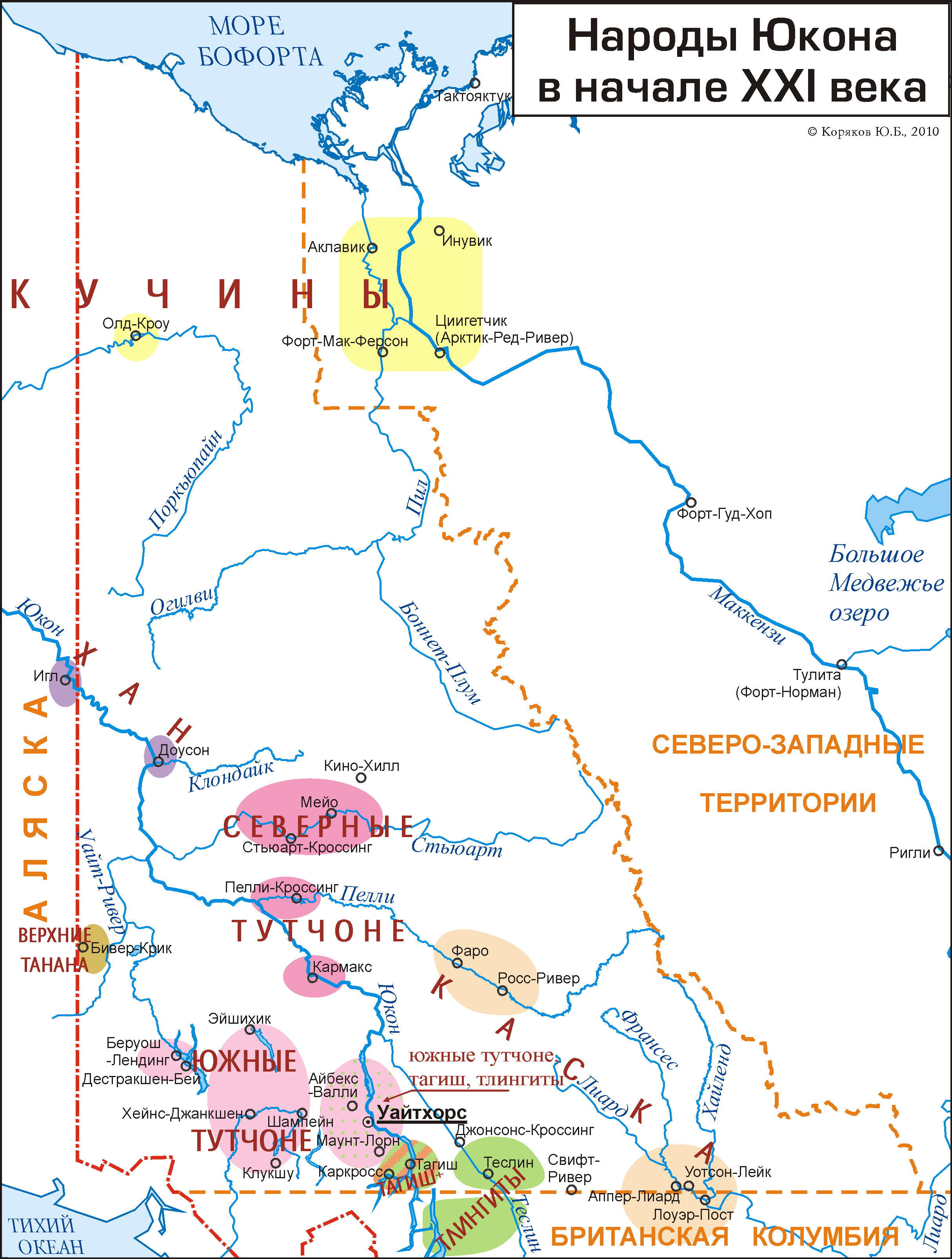

Согласно переписи 2006 года численность аборигенных народов в Юконе составляет 7587 человек, ровно 50 % из них живёт в столице территории городе Уайтхорсе (3785). В целом по Юкону индейцы составляют 25 % населения, однако за пределами Уайтхорса и окружающих его пригородов их доля возрастает до 47 %.
В переписи 2006 года в Юконе выделялись 35 переписных единиц 3-го уровня (ПЕ3, англ. CSD), на 1-м и 2-м уровнях Юкон образует одну переписную единицу. Из них 5 ПЕ3 имеют нулевое население. Далее, 10 ПЕ3 являются индейскими территориями, в том числе 4 индейских резервации (IRI), 5 индейских поселения и 1 территория Теслин. Во всех них индейцы составляют большинство населения. Кроме того, более половины населения они составляют ещё в 8 поселениях и деревнях.
Следует иметь в виду, что все числовые показатели кроме собственно численности населения каждого ПЕ3 случайным образом округляются до ближайшего числа, кратного пяти. Кроме того, для ПЕ3 с населением менее 50 человек не приводится никаких данных кроме самой численности населения. Поэтому ниже для таких единиц (выделены тёмной заливкой) на основе описательных данных численность индейцев дана либо равной нулю (для шахтёрских и других рабочих поселений), либо равной численности всего населения ПЕ (для двух индейских территорий).
Комментарии и интерпретация переписных данных по языкам приведены в следующем разделе.
| Название ПЕ3 (CSD)                         | Англ. название                | Население, 2006 | Население, 2001 | Численность индейцев | % индейцев | Родной язык: другие | %РЯ/ индейцам | Язык дома: другие | Тип ПЕ                                        |
| ------------------------------------------ | ----------------------------- | --------------- | --------------- | -------------------- | ---------- | ------------------- | ------------- | ----------------- | --------------------------------------------- |
| Шампейн-Лендинг 7                          | Champagne Landing 10          | 24              | 20              | 24                   | 100 %      | 24                  | 100 %         |                   | Индейское поселение (S-E)                     |
| Лейк-Лаберж 1                              | Lake Laberge 1                | 38              | 16              | 38                   | 100 %      | 38                  | 100 %         |                   | Индейская резервация (IRI)                    |
| Ту-Майл-Виллидж                            | Two Mile Village              | 88              | 61              | 85                   | 97 %       | 40                  | 47 %          | 10                | Индейское поселение (S-E)                     |
| Ту-энд-Уан-Хаф-Майл-Виллидж                | Two and One-Half Mile Village | 95              | 67              | 90                   | 95 %       | 35                  | 39 %          | 15                | Индейское поселение (S-E)                     |
| Теслин-Пост 13                             | Teslin Post 13                | 156             | 144             | 140                  | 90 %       | 50                  | 36 %          | 10                | Индейская резервация (IRI)                    |
| Росс-Ривер                                 | Ross River                    | 313             | 337             | 270                  | 86 %       | 95                  | 35 %          | 45                | Поселение (Settlement)                        |
| Олд-Кроу                                   | Old Crow                      | 253             | 299             | 215                  | 85 %       | 45                  | 21 %          | 10                | Поселение (Settlement)                        |
| Пелли-Кроссинг                             | Pelly Crossing                | 296             | 328             | 250                  | 84 %       | 55                  | 22 %          | 10                | Поселение (Settlement)                        |
| Беруош-Лендинг                             | Burwash Landing               | 73              | 68              | 60                   | 82 %       | 15                  | 25 %          | 10                | Поселение (Settlement)                        |
| Аппер-Лиард                                | Upper Liard                   | 178             | 159             | 145                  | 81 %       | 60                  | 41 %          | 10                | Поселение (Settlement)                        |
| Кармакс                                    | Carmacks                      | 425             | 431             | 325                  | 76 %       | 70                  | 22 %          | 15                | Деревня (Village)                             |
| Каркросс                                   | Carcross                      | 331             | 152             | 215                  | 65 %       | 35                  | 16 %          | 10                | Поселение (Settlement)                        |
| Мейо                                       | Mayo                          | 248             | 267             | 130                  | 52 %       | 30                  | 23 %          | 0                 | Деревня (Village)                             |
| Хейнс-Джанкшен                             | Haines Junction               | 589             | 531             | 240                  | 41 %       | 105                 | 44 %          | 35                | Деревня (Village)                             |
| Бивер-Крик                                 | Beaver Creek                  | 112             | 88              | 45                   | 40 %       | 30                  | 67 %          | 15                | Поселение (Settlement)                        |
| Теслин                                     | Teslin                        | 141             | 123             | 55                   | 39 %       | 15                  | 27 %          | 0                 | Деревня (Village)                             |
| Уотсон-Лейк                                | Watson Lake                   | 846             | 912             | 305                  | 36 %       | 85                  | 28 %          | 35                | Город (Town)                                  |
| Доусон                                     | Dawson                        | 1327            | 1251            | 390                  | 29 %       | 90                  | 23 %          | 20                | Город (Town)                                  |
| неорганизованная область Юкон              | Yukon, Unorganized            | 1286            | 1320            | 370                  | 29 %       | 195                 | 53 %          | 75                | Неорганизованная область (NO)                 |
| Айбекс-Вэлли                               | Ibex Valley                   | 376             | 315             | 90                   | 24 %       | 45                  | 50 %          | 15                | Поселение (Hamlet)                            |
| Тагиш                                      | Tagish                        | 222             | 206             | 45                   | 20 %       | 40                  | 89 %          | 15                | Поселение (Settlement)                        |
| Уайтхорс                                   | Whitehorse                    | 20461           | 19058           | 3785                 | 18 %       | 1880                | 50 %          | 585               | Город (City)                                  |
| Дестракшен-Бей                             | Destruction Bay               | 55              | 43              | 10                   | 18 %       | 10                  | 100 %         | 0                 | Поселение (Settlement)                        |
| Фаро                                       | Faro                          | 341             | 313             | 55                   | 16 %       | 55                  | 100 %         | 20                | Город (Town)                                  |
| Маунт-Лорн                                 | Mount Lorne                   | 370             | 379             | 55                   | 15 %       | 45                  | 82 %          | 25                | Поселение (Hamlet)                            |
| неорганизованная область Уайтхорс          | Whitehorse, Unorganized       | 1653            | 1637            | 155                  | 9 %        | 185                 | 119 %         | 65                | Неорганизованная область (NO)                 |
| Джонсонс-Кроссинг                          | Johnsons Crossing             | 15              | 20              | 0                    | 0 %        | 0                   |               |                   | Поселение (Settlement)                        |
| Кино-Хилл                                  | Keno Hill                     | 15              | 20              | 0                    | 0 %        | 0                   |               |                   | Поселение (Settlement)                        |
| Свифт-Ривер                                | Swift River                   | 10              | 15              | 0                    | 0 %        | 0                   |               |                   | Поселение (Settlement)                        |
| Стьюарт-Кроссинг                           | Stewart Crossing              | 35              | 40              | 0                    | 0 %        | 0                   |               |                   | Поселение (Settlement)                        |
| Каркросс 4                                 | Carcross 4                    | 0               | 49              |                      |            |                     |               |                   | Индейская резервация (IRI)                    |
| Мусхайд-Крик 2                             | Moosehide Creek 2             | 0               | 0               |                      |            |                     |               |                   | Индейская резервация (IRI)                    |
| Клукшу                                     | Klukshu                       | 0               | 0               |                      |            |                     |               |                   | Индейское поселение (S-E)                     |
| Клу-Лейк                                   | Kloo Lake                     | 0               | 5               |                      |            |                     |               |                   | Индейское поселение (S-E)                     |
| Теслин                                     | Teslin                        | 0               | 0               |                      |            |                     |               |                   | территория Теслин (TL)                        |
| Весь Юкон                                  | Yukon                         | 30372           | 28674           | 7587                 | 25 %       | 3372                | 44 %          | 1050              |                                               |
| Уайтхорсская центральная агломерация (УЦА) | Whitehorse CMA                | 22898           | 21405           | 4105                 | 18 %       | 2150                | 52 %          | 755               | Переписная агломерация (Census agglomeration) |
| Юкон вне Уайтхорса                         | Юкон вне Уайтхорса            | 9911            | 9616            | 3802                 | 38 %       | 1492                | 39 %          | 465               |                                               |
| Юкон вне агломерации (УЦА)                 | Юкон вне агломерации (УЦА)    | 7474            | 7269            | 3482                 | 47 %       | 1222                | 35 %          | 295               |                                               |